# Linnaemya bigotinus
Linnaemya bigotinus là một loài ruồi trong họ Tachinidae.